# Macroteleia amoena
Macroteleia amoena är en stekelart som beskrevs av Muesebeck 1977. Macroteleia amoena ingår i släktet Macroteleia och familjen Scelionidae. Inga underarter finns listade i Catalogue of Life.